# Subpolární pás

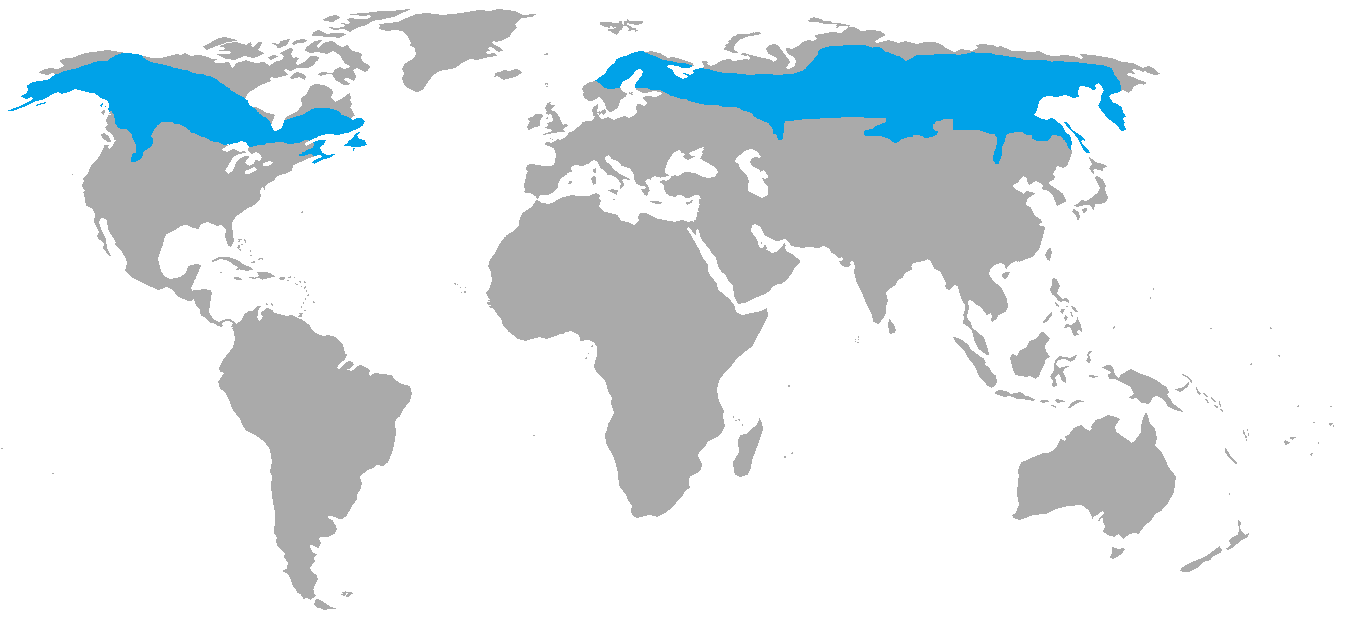
Rozšíření subpolárního pásu

Subpolární pás (také zvaný subarktický nebo boreální pás) se nachází na přechodu mezi mírným a polárním pásem. Vyznačuje se zejména dlouhými a velmi studenými zimami, po nichž následuje ve srovnání s mírným pásmem podstatně zkrácené vegetační období. Ač jsou letní teploty oproti oblastem mírného pásma jen o trochu nižší a samotné léto trvá srovnatelnou dobu, období jara a podzimu jsou vměstnána do pouhého jednoho měsíce. Zdejší vegetace (tajga) tedy musí být přizpůsobena přímému přechodu ze zimy do léta a naopak. Vzhledem k velké akumulaci sněhu a uvolnění velkého množství vody po jeho náhlém jarním roztátí zde paradoxně dochází k efektu, který umožňuje růst lesů i v hlubokém vnitrozemí.  

## Charakteristika
V zimě převládá v subpolárních oblastech studený arktický vzduch a v létě pak vzduch mírných zeměpisných šířek.
Kontinentální typ subpolárního pásu je charakteristický velmi dlouhou a studenou zimou. Léto je naopak krátké, ale relativně teplé. Teplotní rozdíly mezi zimou a létem jsou nejvyšší ze všech podnebných pásů, přesahují 60 °C a v některých oblastech Sibiře až 100 °C. Při nízkých teplotách obsahuje vzduch jen malé množství vodní páry, a proto je celkové množství srážek velmi malé (ročně okolo 200 mm), soustředěné hlavně do léta. V údolních polohách mohou při stagnaci vzduchu klesat teploty vzduchu velmi nízko (-50 až -70 °C). Nejnižší teplota vzduchu -71,2 °C byla v subpolárním pásu naměřena 26. ledna 1926 v Ojmjakonu.
Oceánský typ subpolárního pásu má oproti kontinentálnímu typu malé výkyvy teplot mezi zimou a létem (do 20 °C). V zimě převládá studený arktický vzduch, přesto se jeví jako poměrně mírná oproti létu, které je chladné a během kterého převládá mořský vzduch mírných šířek.
Typickými biomy pro subpolární pás jsou tundra, lesotundra a tajga.

## Rozšíření
Na severní polokouli se rozkládá subpolární pás mezi mírným a polárním pásem nerovnoměrně přibližně od 50. rovnoběžky až k oblastem kolem severního polárního kruhu. Zaujímá tak severní části Asie, Evropy a Severní Ameriky. Na jižní polokouli se subpolární pás nachází jen v nevelkém pásu oceánů severně od pobřeží Antarktidy.

## Galerie

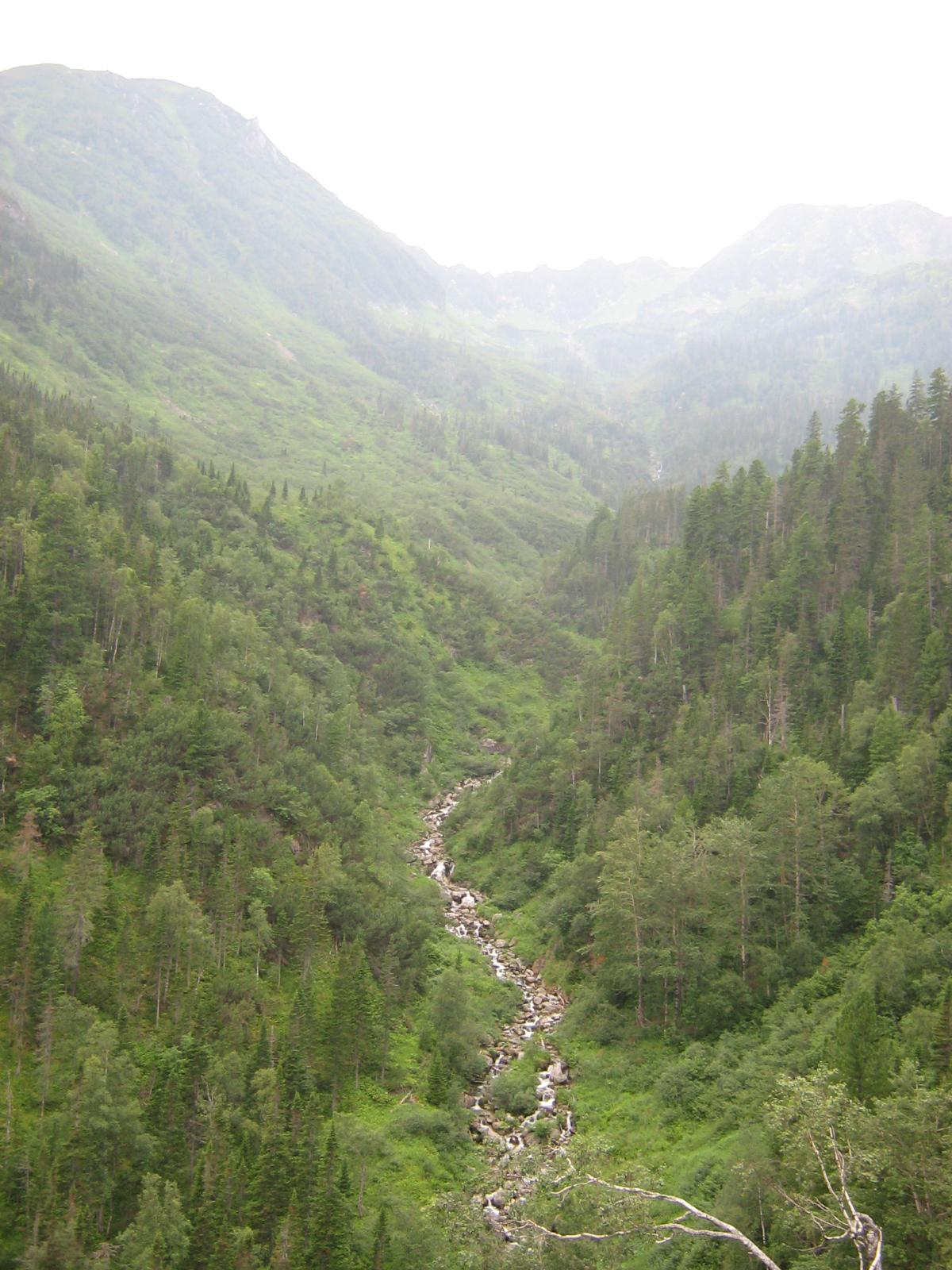
Tajga na jižní Sibiři
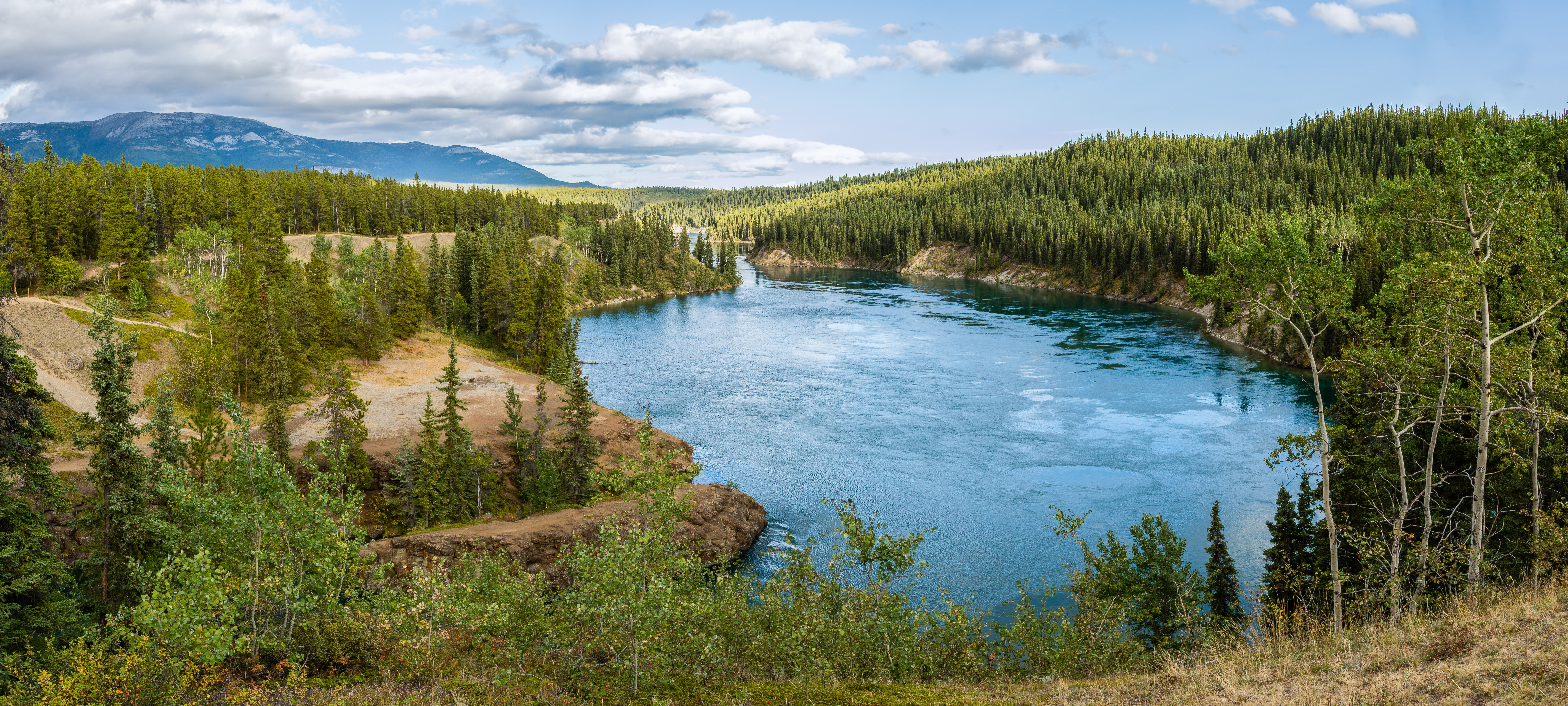
Tajga v Kanadě
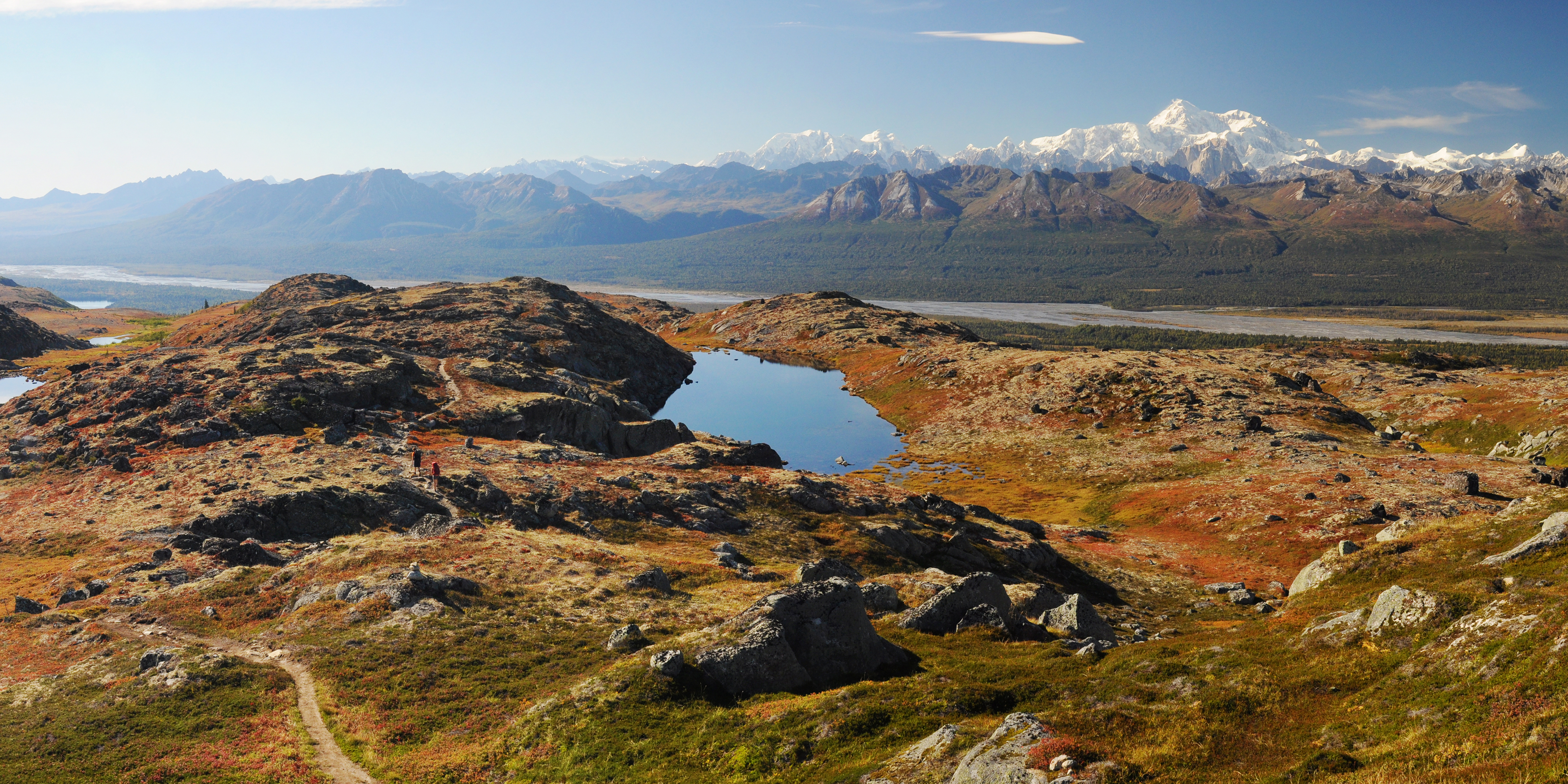
Tundra na Aljašce
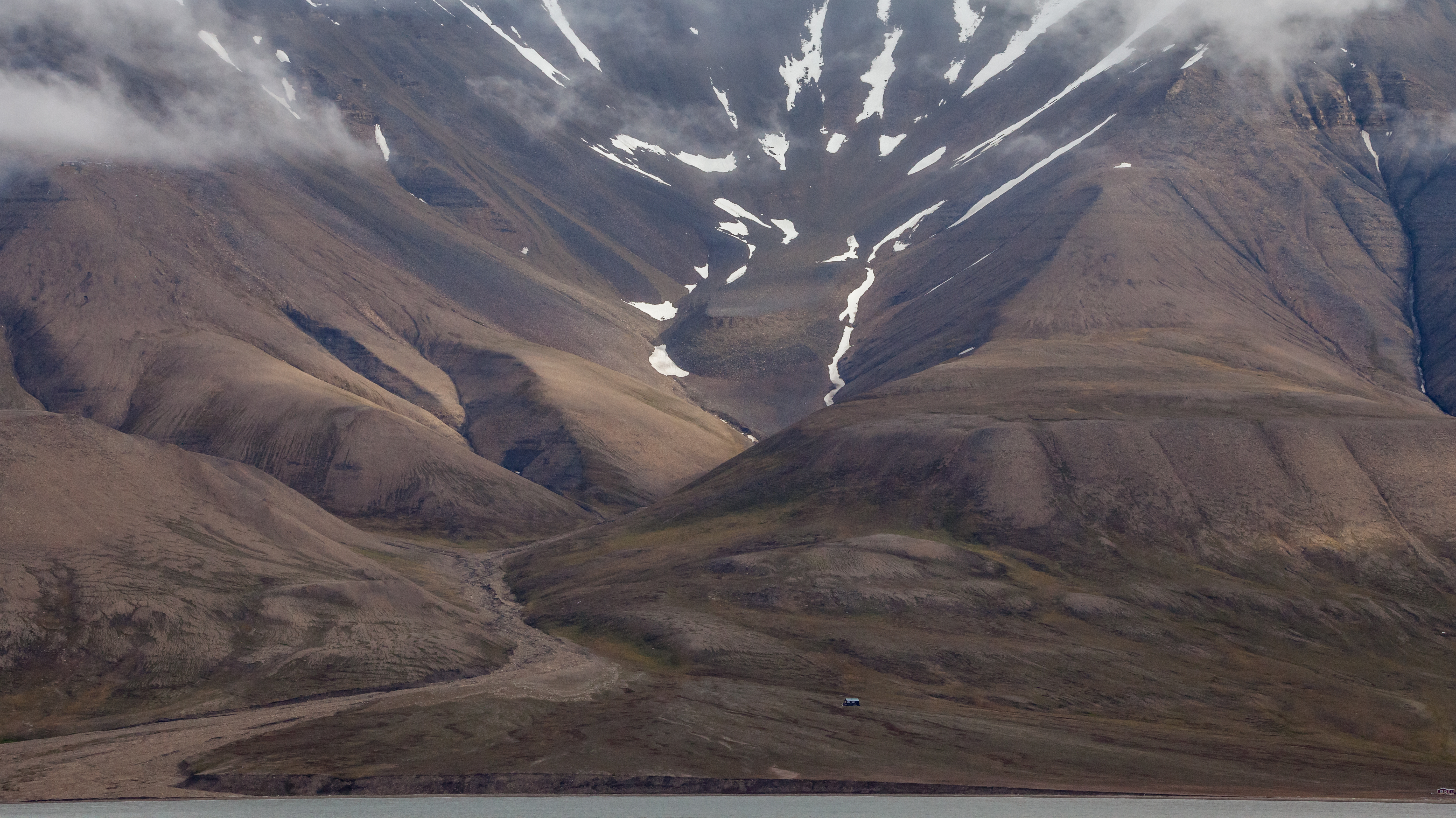
Tundra na Špicberkách
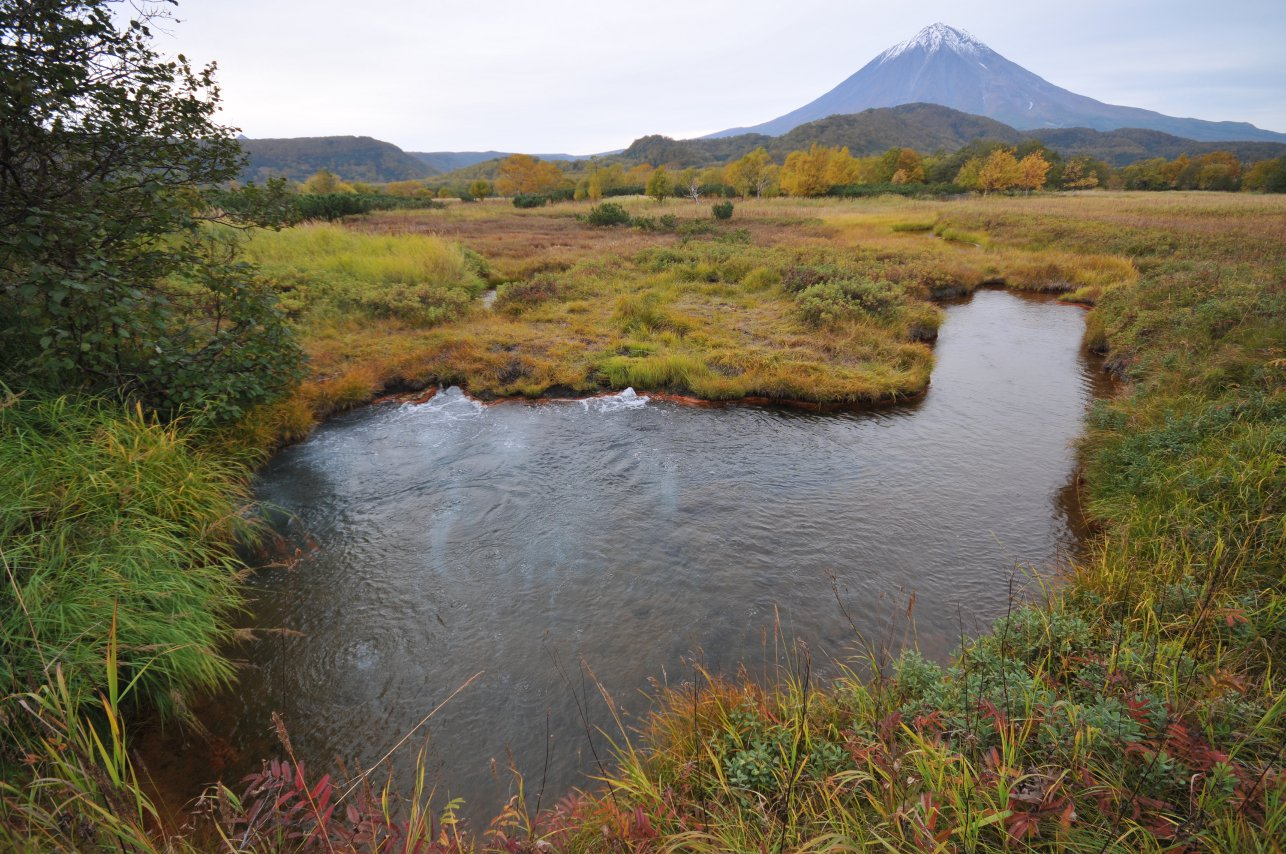
Lesotundra na Kamčatce